# Jeffrey Hammond

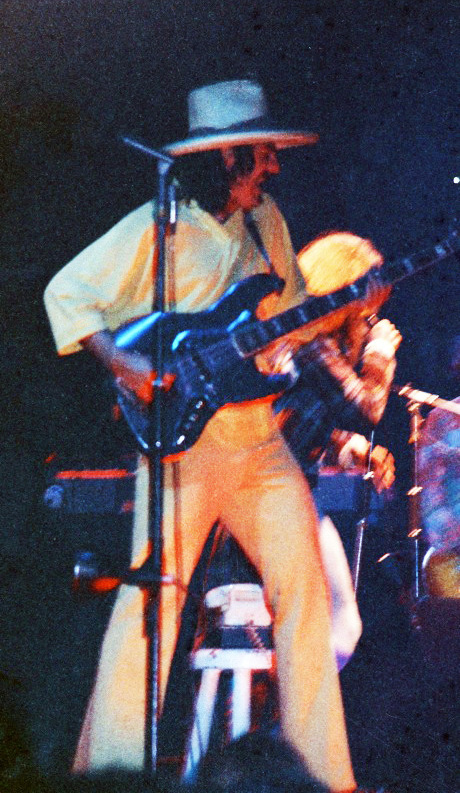
Jeffrey Hammond-Hammond (1973)

Jeffrey Hammond (* 30. Juli 1946 in Blackpool, England; zeitweiliger Künstlername Jeffrey Hammond-Hammond) ist ein ehemaliger britischer Rockmusiker. Er war Bassist der Progressive-Rock-Band Jethro Tull.

## Leben
Hammond spielte ab 1963 in der Band The Blades mit seinen damaligen Mitschülern Ian Anderson, John Evan, Barriemore Barlow und Michael Stevens. Nach seinem Schulabschluss begann er zusammen mit Anderson ein Kunststudium in Blackpool, das Anderson aber bald abbrach. Er blieb aber mit Hammond befreundet, was sich in Songtiteln wie A Song for Jeffrey, Jeffrey Goes to Leicester Square und For Michael Collins, Jeffrey and Me sowie dem Songtext von Inside niederschlug. Alle diese Stücke erschienen in dieser Zeit auf Langspielplatten. Anderson überredete Hammond im Januar 1971, die Stelle des Bassisten bei Jethro Tull von Glenn Cornick zu übernehmen. Hammond wirkte auf den Alben Aqualung, Living in the Past, Thick as a Brick, A Passion Play, War Child und Minstrel in the Gallery mit. Weitere Aufnahmen mit ihm erschienen 1988 auf der Kompilation 20 Years of Jethro Tull und 1993 auf dem Doppelalbum Nightcap. Für das Album A Passion Play schrieb er zusammen mit Anderson und Evan das Zwischenstück The Story of the Hare Who Lost His Spectacles, das er auch selber sprach und sang. Neben dem E-Bass spielte er Kontrabass, Altblockflöte und sang im Hintergrund. Gelegentlich trat er in schwarz-weiß gestreifter Kleidung auf und spielte dazu einen ebensolchen Bass.
Jeffrey Hammond nannte sich während seiner Zeit bei Jethro Tull scherzhaft Jeffrey Hammond-Hammond, da der Geburtsname seiner Mutter wie der Nachname seines Vaters „Hammond“ lautete.
Hammond verließ 1975 die Band auf eigenen Wunsch. Sein Nachfolger wurde John Glascock. Hammond setzte sein Studium fort und wurde Kunstmaler.